# Spoorlijn Fredericia - Padborg
De spoorlijn Fredericia - Padborg is een hoofdspoorlijn van het schiereiland Zuid-Jutland, met aansluiting naar Flensburg op het noordelijke deel van het voormalige hertogdom Sleeswijk. De spoorlijn loopt in zuidelijke richting verder door het zuidelijke deel van het voormalige hertogdom Sleeswijk naar Neumünster en in noordelijke richting door Jutland naar Frederikshavn. Deze verbinding vormt de enige vaste hoofdspoorverbinding tussen Denemarken en Duitsland.
De lijn is dubbelsporig uitgevoerd met één enkelsporige deel, namelijk tussen Tinglev en Padborg.

## Geschiedenis
De Schleswigschen Eisenbahn-Gesellschaft opende op 15 juni 1864 het trajectdeel tussen Flensburg-Weiche en Rødekro. Op 1 oktober 1864 werd het trajectdeel tussen Rødekro en Vojens geopend. Het laatste trajectdeel tussen Vojens en Flensburg werd op 2 mei 1866 als onderdeel van het traject tussen Flensburg en Haderslev geopend.
Na het verlies van Sleeswijk in de Pruisisch-Deense oorlog ging het eigendom van het traject per 1 januari 1870 over aan de Altona-Kieler Eisenbahn-Gesellschaft.
Na de Eerste Wereldoorlog en het referendum in Sleeswijk nam Denemarken de trajecten in geheel Noord-Sleeswijk vanaf de nieuwe grens bij Padborg per 1 juni 1920 over en werd DSB de eigenaar.
In 2013 werd begonnen met de spoorverdubbeling tussen Vamdrup en Vojens. De kosten werden geraamd op 750 miljoen kroon. Op 18 augustus 2015 werd de spoorverdubbeling ingebruik genomen. Tegelijkertijd is de snelheid verhoogd van 120 km/h naar 160 km/h.

## Aansluitingen
In de volgende plaatsen is of was er een aansluiting op de volgende spoorlijnen:
Fredericia
Fredericia - Århus
Nyborg - Fredericia (Den fynske hovedbane)
Kolding
Kolding - Troldhede
Kolding - Egtved
Kolding - Hejlsminde
Kolding - Vamdrup
Lunderskov
Lunderskov - Esbjerg
Vamdrup
Kolding - Vamdrup
Vojens
Vojens - Haderslev (Haderslevbanen)
Haderslebener Kreisbahn
Over Jerstal
Haderslebener Kreisbahn
Hovslund
Apenrader Kreisbahn
Rødekro
Rødekro - Bredebro
Rødekro - Åbenrå (Åbenråbanen)
Tinglev
Tønder - Tinglev
Sønderborg - Tinglev (Sønderborgbanen)
Padborg
Tørsbøl - Padborg
DB 1000,  spoorlijn tussen Flensburg en Padborg

## Elektrische tractie
Het traject Padborg - Flensburg werd op 2 juni 1996 geëlektrificeerd met de in Duitsland gangbare spanning van 15.000 volt 16⅔ Hz. Het traject Fredericia - Padborg volgde op 1 april 1997 met de in Denemarken gangbare spanning van 25.000 volt 50 Hz.
In het station van Padborg bevindt zich een spanningssluis ter scheiding van de beide spanningssoorten. Op dit deel is geen bovenleiding aanwezig. De elektrische locomotieven worden hier met een diesellocomotief gerangeerd.